# Flualprazolam
O flualprazolam é um derivado da benzodiazepina que foi sintetizado pela primeira vez em 1976, mas nunca foi comercializado. Posteriormente foi vendido como um droga sintética, sendo identificado pela primeira vez na Suécia em 2018. Pode ser descrito como o derivado 2'-flúor do alprazolam, ou o flúor em vez do análogo do cloro do triazolam, e tem efeitos sedativos e ansiolíticos semelhantes.

## Status legal
Flualprazolam está proibido na Suécia. Em dezembro de 2019, a Organização Mundial da Saúde recomendou adicionar o flualprazolam na lista da Convenção sobre Substâncias Psicotrópicas.